# Kanae Yamabe
Kanae Yamabe (ur. 22 września 1990 w Hokkaido) – japońska judoczka, brązowa medalistka igrzysk olimpijskich w Rio de Janeiro w kategorii powyżej 78 kilogramów. Brązowa medalistka mistrzostw świata w 2015. Trzecia w Pucharze Świata w 2010 i 2011 i na igrzyskach Azji Wschodniej w 2013. Wygrała uniwersjadę w 2011; druga w 2009 roku.

## Letnie Igrzyska Olimpijskie 2016
| Konkurencja | Rundy eliminacyjne     | Rundy eliminacyjne        | Finały               | Finały              | Klas. końcowa |
| Konkurencja | Przeciwnik I           | Przeciwnik II             | Półfinał             | o 3 miejsce         | Miejsce       |
| ----------- | ---------------------- | ------------------------- | -------------------- | ------------------- | ------------- |
| +78 kg      | Santa Pakenytė (LTU) Z | Tessie Savelkouls (NED) Z | Idalys Ortíz (CUB) P | Kayra Sayıt (TUR) Z | 3.            |